# 凯撒-威廉-科格
凯撒-威廉-科格（意为“威廉皇帝圩田”）是德国石勒苏益格－荷尔斯泰因州的一个市镇。总面积13.06平方公里，总人口389人，其中男性199人，女性190人（2011年12月31日），人口密度30人/平方公里。